# Carl Gottlob Moritz Gottfried von Pfoertner
Carl Gottlob Moritz Gottfried von Pfoertner (von der Hölle) (geb. 22. Oktober 1745 in Döringau (Kreis Freystadt i. Niederschles.); gest. 22. November 1813 in Neisse, Landkreis Neisse, Provinz Schlesien) war ein preußischer Landrat.

## Leben

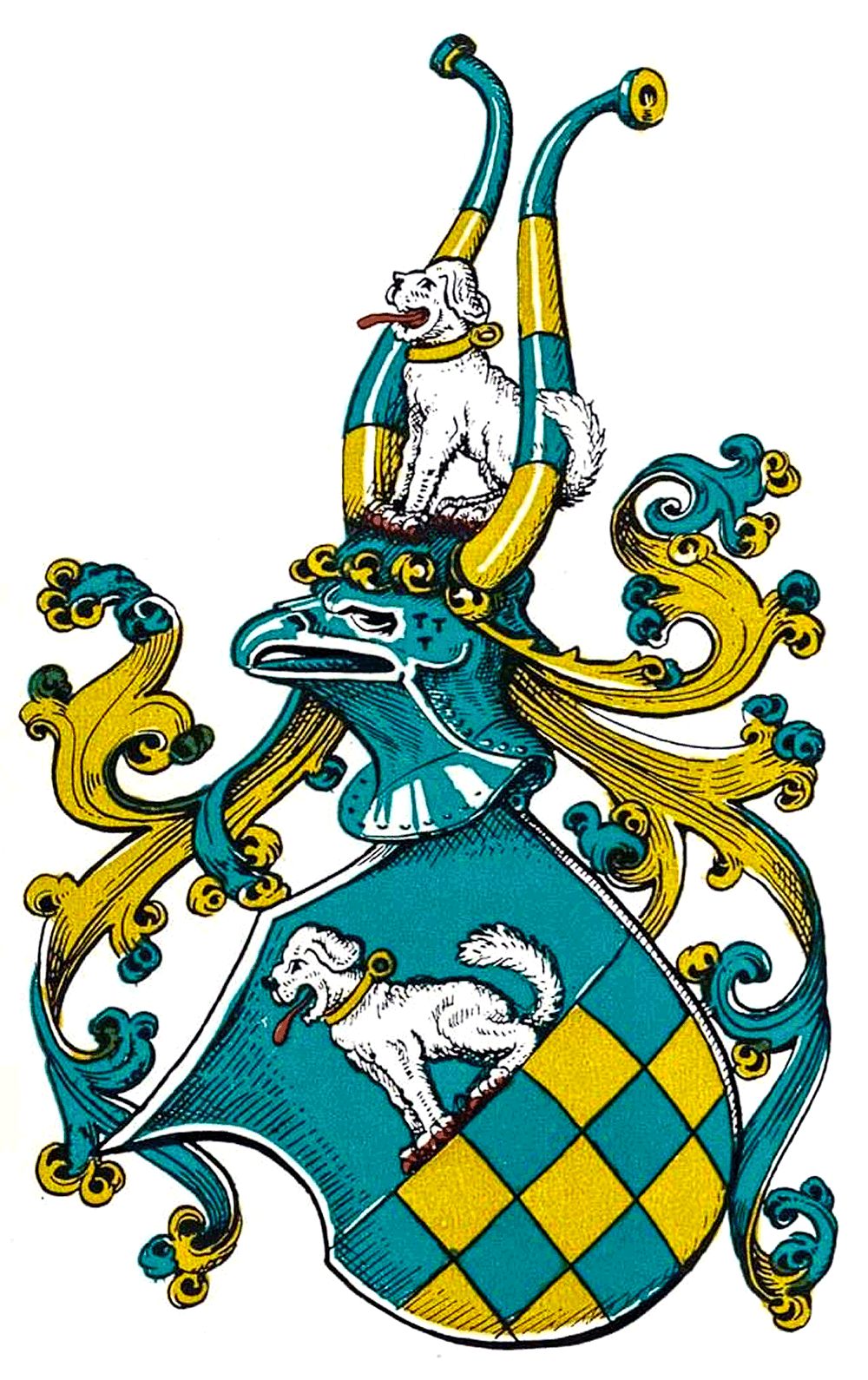
Wappen derer von Pförtner

Carl Gottlob Moritz Gottfried von Pfoertner war Angehöriger des schlesischen Adels- und Patriziergeschlechts Pförtner. Er war ein Sohn von Gottfried von Pfoertner (1697–1775), Landesdeputierter im Kreis Freystadt i. Niederschles., Erbherr auf Döringau, Nettschütz und Seiffersdorf und dessen Ehefrau Sophie Erdmuthe (1725–1781), geb. von Oppeln aus dem Haus Leuthen. Carl Gottlob Moritz Gottfried besuchte zunächst ab dem 22. April 1761 die Ritterakademie (Brandenburg an der Havel), bevor er ab Mai 1765 Rechtswissenschaften an der Universität Frankfurt (Oder) studierte. Im Anschluss wandte er sich offenbar der Landwirtschaft zu. 1785 wurde er Nachfolger des Freiherrn von Arnold als Justizrat in den Kreisen Freystadt, Sagan und Sprottau. Nachdem er auch Marschkommissar geworden war, wurde er durch die Kreisstände mittels Orde vom 9. September 1793 zum neuen Landrat des Kreises Freystadt gewählt. Er trat damit die Nachfolge von Melchior Abraham von Dyhrn an, der am 9. Juni des laufenden Jahres verstorben war. Das Amt als Justizrat gab er im Januar 1799 auf, das Amt als Landrat führte er bis zum Jahr 1806 aus.

## Persönliches
Carl Gottlob Moritz Gottfried von Pfoertner war Erbherr auf Döringau und Nettschütz und war zwei Mal verheiratet. In erster Ehe vermählte er sich im Juli 1774 mit Friederike Elisabeth (1752–1796), geb. von Langen. Ein Sohn aus dieser Ehe war Hans Otto Pförtner von der Hölle (* 1786). In zweiter Ehe war er seit Januar 1800 mit Louise Sophie Ernestine (1779–1885), geb. von Taubenheim verheiratet. Der Sohn aus dieser Ehe war Louis Pförtner von der Hölle (1802–1844).